# Embolofrazja
Embolofrazja - zjawisko należące do zaburzeń płynności mowy, polegające na wtrącaniu samogłosek na początku zdania lub wyrazu w trakcie formowania wypowiedzi. Występuje w jąkaniu.